# Khouma Babacar
Khouma El Hadji Babacar (Thiès, 17 de março de 1993) é um futebolista senegalês que atua como atacante. Atualmente joga pelo Copenhague.

## Carreira
Babacar começou a carreira no Fiorentina.